# Jewgienij Paszutin
Jewgienij Jurjewicz Paszutin (ros. Евгений Юрьевич Пашутин; ur. 21 czerwca 1969 w Soczi) – rosyjski koszykarz, występujący na pozycji rzucającego obrońcy, po zakończeniu kariery zawodniczek trener koszykarski. Obecnie trener kadry Rosji U–20 oraz Lokomotiwu Kubań.

## Kariera zawodnicza
Paszutin zawodowo w koszykówkę grał przez trzynaście lat, w sumie przywdziewając barwy sześciu klubów. Jego najważniejszym sukcesem w klubowej karierze zawodniczej jest tytuł mistrza Rosji w sezonie 2002/2003, kiedy grał w CSKA Moskwa. 34-letni wówczas Paszutin zdecydował się po tym sezonie zakończyć karierę.

## Kariera trenerska
Po tym jak zdecydował się zakończyć czynna karierę, Paszutin przyjął ofertę prowadzenia młodzieżowej drużyny CSKA Moskwa, z którą w tym samym sezonie wygrał juniorskie mistrzostwo kraju i juniorską Euroligę.
W następnym sezonie podpisał kontrakt z działaczami rosyjskiego związku koszykarskiego na prowadzenie młodzieżowej reprezentacji kraju do lat 20, którą prowadzi do dziś - w sezonie 2004/2005 zdobył z nią Mistrzostwo Europy. Przez pewien okres równoległe był asystentem pierwszego trenera CSKA Moskwa, następnie został pierwszym szkoleniowcem Spartaka Petersburg. W kolejny sezonie znów podjął pracę w CSKA Moskwa, tym razem jako samodzielny trener. Z zespołem ze stolicy wywalczył mistrzostwo Rosji i Puchar Rosji, zwyciężył też w rozgrywkach Zjednoczonej Ligi VTB, a w Eurolidze zajął trzecie miejsce. W kolejnym sezonie pracę zaproponował mu Uniks Kazań – z zespołem tym triumfował w rozgrywkach Eurocup. Od 2012 roku pierwszy trener w Lokomotiwie Kubań.

## Osiągnięcia
Na podstawie, o ile nie zaznaczono inaczej.

### Zawodnicze
Drużynowe
- Mistrz Rosji (2003)
- Wicemistrz:
  - ZSRR (1991)
  - Rosji (1994, 1997–1999, 2001, 2002)
- Brązowy medalista mistrzostw Rosji (1996)
- Finalista Pucharu Rosji (2003)

Indywidualne
- Lider ligi rosyjskiej w asystach (2001)
- Mistrz Sportu Rosji

Reprezentacja
- Wicemistrz świata (1994)
- Brązowy medalista mistrzostw Europy (1997)
- Uczestnik:
  - igrzysk olimpijskich (2000 – 8. miejsce)
  - mistrzostw:
    - świata (1994, 2002 – 10. miejsce)
    - Europy:
      - 1995 – 7. miejsce, 1997, 1999 – 6. miejsce, 2001 – 5. miejsce
      - U–16 (1985 – 5. miejsce)

  - kwalifikacji do Eurobasketu (1995, 1997, 1999, 2002)

### Trenerskie
Drużynowe
- Mistrzostwo:
  - Euroligi (2006, 2008)¹
  - Eurocup (2011, 2013)
  - VTB (2010)
  - Rosji (2005–2008¹, 2010)
  - Europy do lat 20. (2005) z kadrą Rosji
  - młodzieżowe:
    - Euroligi (2004)
    - Rosji (2004)
- Puchar Rosji (2005–2007¹, 2010)

Indywidualne
- Trener roku Rosji – Złote Kosze (2008, 2009)
- Zaliczony do Galerii Sław VTB (2019)[2]
- Trener jednej z drużyn podczas meczu gwiazd:
  - United League VTB (2017, 2020, 2021)
  - rosyjskiej ligi PBL (2011)

¹ – jako asystent trenera